# Karlín
Karlín (in tedesco Charlottenfeld) è un comune della Repubblica Ceca facente parte del distretto di Hodonín, in Moravia Meridionale.
Qua nacque il pittore e illustratore Vlastimil Košvanec.